# Rødvig Skibsmotormuseum
Rødvig Skibsmotormuseum är ett tekniskt museum i Rødvig i Stevns kommun på  Själland i Danmark. Det har en samling på fler än 300 motorer, vilka huvudsakligen tillverkats av nedlagda danska motorfabriker mellan 1903 och 1973. Av motorerna är drygt hälften i körbart skick. I samlingen finns också fiskebåten KE100 på 20 ton, vilken står på land utanför museet.
Museet grundades 1987 av fiskebåtsskepparen Orla Rasmussen.  Chresten Bechmann Olesen (1941–2015) ledde museets verksamhet från slutet av 1990-talet till sin död 2015.
Den motor som lade grund till museet är en tvåtakts Tuxham tändkulemotor som renoverades 1986 av Orla Rasmussen. Den äldsta motorn i samlingen är fyrtakts Houmøller/Alpha från 1901–1903.